# 彰国社
彰国社（しょうこくしゃ）は、日本の出版社。所在地は東京都新宿区坂町25。建築分野の出版で知られる。1932年（昭和7年）に下出源七が創業。1965年（昭和40年）に株式会社に改組、現在に至る。

## 出版物
- 『建築学大系（全40巻）』およびその全面改訂版である『新建築学大系（全50巻）』、『土木工学大系（全35巻）』等のシリーズものが有名。
- 『建築大辞典』や『建築ディテール集成』などの辞事典も充実している。
- 建築文化：建築専門雑誌。毎号テーマを組んでいる。2004年12月号（通巻674号）で休刊。
- ディテール：国内唯一の建築ディテール専門雑誌。年4回刊行され毎号テーマを組んでいる。
- 建築の技術　施工：建築施工専門雑誌。2001年3月号（通巻425号）で休刊。
- エスキスシリーズ：小嶋一浩などが書いている。
- 折り紙建築シリーズ：茶谷正洋考案の「折り紙建築」の作品群の紹介や解説をまとめた書籍。現在までに13冊が刊行されている。